# 値嵩株
値嵩株（ねがさかぶ）とは、株価の高い株式を指す言葉である。株式の持つ価値に比べ割高である株式を指すわけではない。あくまでも株価それ自体（1株当たりの価格もしくは単元株の金額）が市場全体の平均値に比べ高いものを指す言葉である。対義語は低位株。

## 概要
1株何円以上が値嵩株であるといった明確な基準は無いが、株価が数千円から万単位になる、あるいは1単元あたりの取引に必要な金額が100万円前後になると値嵩株と判断される傾向がある。値嵩株は主にハイテク業種の株や、近年株式公開した企業の株に多い傾向がある。値嵩株が日経平均株価のような指標の構成銘柄に組み込まれた場合、その指標は値嵩株の値動きの影響を強く受けてしまう。